# Tomáš Goder
Tomáš Goder, né le 4 septembre 1974 à Desná, est un sauteur à ski tchèque.

## Biographie
Il fait ses débuts internationaux en 1991, où il obtient deux médailles d'argent aux Championnats du monde junior à Reit im Winkl. Deux semaines plus tard, il fait ses débuts dans la Coupe du monde, compétition où il marque ses premiers points en décembre 1991 à Sapporo (13e). Un mois plus tard, il se classe deuxième fois quatrième en vol à ski à Oberstdorf. Il prend part ensuite aux Jeux olympiques d'Albertville, sous les couleurs tchécoslovaques où son meilleur résultat est vingtième, tandis qu'il prend la médaille de bronze à l'épreuve par équipes avec Jiří Parma, František Jež et Jaroslav Sakala.
Il continus sur cette forme avec une quatrième place aux Championnats du monde de vol à ski à Harrachov.
Il ne confirme pas ses succès lors des hivers suivants et prend sa retraite sportive en 1998.

## Palmarès

### Jeux olympiques
| Épreuve / Édition | Albertville 1992 |
| Petit tremplin    | 48e              |
| Grand tremplin    | 20e              |
| Par équipes       | Bronze           |

### Championnats du monde de vol à ski
| Épreuve / Édition | Harrachov 1992 | Planica 1994 |
| Individuel        | 4e             | 20e          |

### Coupe du monde
- Meilleur classement général : 21e en 1992.
- Meilleur résultat individuel : 4e.